# سیده زهرا معصومی
سیده زهرا معصومی یا رکسانا معصومی (زاده ۲۹ خرداد ۱۳۸۳) بازیکن فوتبال اهل ایران است که در پست هافبک برای باشگاه فوتبال زنان هیئت فوتبال البرز و تیم ملی ایران بازی می‌کند.

## پیوندبه بیرون
- سیده زهرا موسوی در فوتبالدخت